# Wyspy Północnofryzyjskie

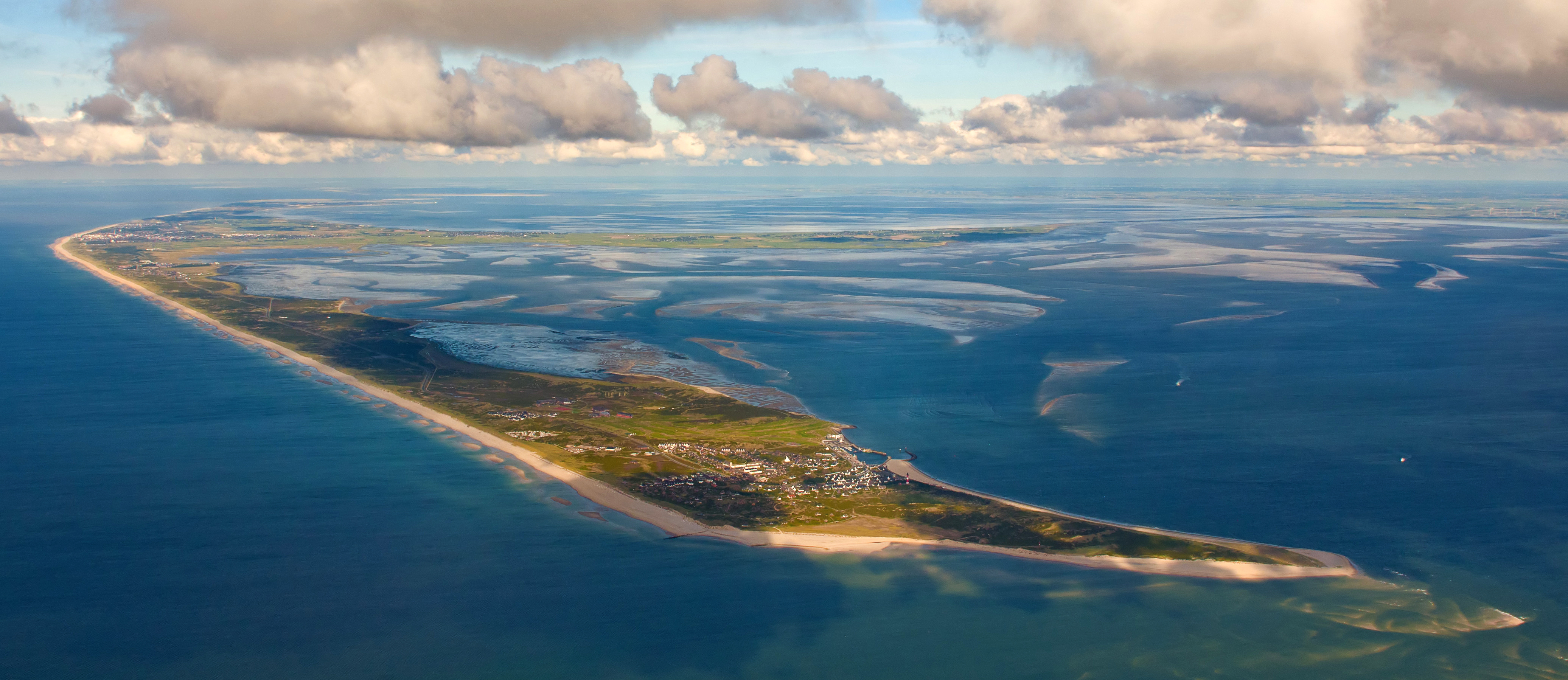
Sylt

Wyspy Północnofryzyjskie (duń. Nordfrisiske Øer, niem. Nordfriesische Inseln) – archipelag na Morzu Północnym, będący częścią archipelagu Wysp Fryzyjskich. Administracyjnie należy do Niemiec i Danii.
Największą wyspą archipelagu jest Sylt.